# Прохазкова, Вера (конькобежка)
Вера Прохазкова (чеш. Vera Procházková; 31 июля 1933, Прага — 30 октября 2017, там же) — чешская конькобежка, 3-кратная чемпионка Чехословакии в многоборье (1958, 1960, 1969), 3-кратная в спринте (1972, 1973, 1976), 7-кратная призёр Чехословакии, 14-кратная рекордсменка Чехословакии. Выступала за «Динамо» (Прага).

## Биография
Вера Прохазкова родилась в 1933 году в родильном отделении отеля  Apollinaris  в Праге. Она жила в районе Панкрац на улице Подлипнего. В возрасте 4 лет отец купил ей коньки и она стала кататься на катке перед домом. Она также занималась хоккеем на траве (выиграла чемпионат республики), и велоспортом (четырежды завоёвывала титул чемпионки Чехословакии в спринте). В конце концов остановила свой выбор на конькобежном спорте.
Первую гонку чемпионата Чехословакии среди юниоров 18-летняя Вера провела в феврале 1952 года на стадионе в Страхове в Праге, а в 1954 году впервые приняла участие в чемпионате Чехословакии среди женщин, заняв 7-е место в многоборье. Уже в 1955 году заняла 4-е место на чемпионате страны, а через год поднялась уже на 3-е место в абсолютном зачёте на чемпионате Чехии. В 1956 году дебютировала на чемпионате мира в Кварнсведене, где заняла 12-е место в многоборье и установила новый рекорд Чехии, заработав 221,483 балла.
В 1957 году в Финляндии на чемпионате мира в Иматре Вера стала 19-й. Наконец в 1958 году Прохазкова стала абсолютной чемпионкой Чехословакии и повторила результат в 1960 году. С 1963 по 1965 годы Вера трижды занимала 2-е место в абсолютном зачёте на чемпионате страны. В 1969 году она в третий раз стала чемпионкой республики. В Ленинграде на стадионе имени Ленина в 1971 году проводился чемпионат Европы, и Вера его закончила в возрасте 37 лет на 24-м месте. В 1972, 1973 и 1976 годах она победила на чемпионате Чехословакии в спринте, а в 1977 году заняла 2-е место.
В сорок лет на забегах в Монголии на дистанции 1000 метров она установила чехословацкий рекорд со временем 1:40,30 сек, который продержался до 2017 года, когда его побила Каролина Эрбанова. Последнюю гонку Вера Прохазкова провела 5 и 6 февраля 1977 года в возрасте 44 лет и завершила карьеру спортсменки. Она провела на льду 25 лет.
Вера Прохазкова в июне 2019 года была найдена мёртвой в своей квартире на улице 5 мая 1208 года, где она жила одна. Суд установил, что умерла в октябре 2017 года. Была кремирована, урна с её останками была опущена в могилу на кладбище в Нусле 14 ноября 2019 года.